# Sotto la porta dei sussurri
Sotto la porta dei sussurri (Under the Whispering Door) è un romanzo fantasy dello scrittore TJ Klune.

## Trama
Wallace Price è un avvocato di successo che ha dedicato tutta la sua vita al lavoro, diventando una persona fredda e insensibile verso il prossimo. Stroncato prematuramente da un infarto, Wallace si trova separato dal suo corpo sotto forma invisibile e intangibile di spirito; mentre assiste al proprio funerale, viene avvicinato da una giovane donna di nome Mei, la quale si presenta a lui come il suo mietitore. Mei conduce l'uomo a un'abitazione isolata in un bosco che funge anche da sala del tè per i visitatori di passaggio, gestita da Mei e da Hugo, un "traghettatore" incaricato di aiutare le anime dei defunti ad accettare la propria morte e ad attraversare una misteriosa porta sul soffitto del terzo piano che conduce a un non meglio specificato aldilà. Nella casa abitano altri due spiriti: Nelson e Apollo, rispettivamente il nonno e il cane di Hugo.
Wallace si rende conto di essere collegato letteralmente a Hugo tramite un gancio intangibile e che non può lasciare l'abitazione, altrimenti si trasformerà in un "Guscio", una sorta di zombie privo di identità e memoria che vaga smarrito per il mondo. Rifiutandosi di attraversare la porta del terzo piano, Price accetta gradualmente la sua nuova condizione e arriva a rivalutare le scelte di vita che lo hanno portato a essere isolato e disprezzato da chi gli sta intorno. Al contempo, dopo un'iniziale ostilità, stringe un profondo rapporto con gli altri ospiti della sala del tè, in particolare sviluppando un'attrazione romantica ricambiata per Hugo, irrealizzabile in quanto Wallace è morto. Price viene a sapere che il mietitore precedente a Mei ha causato la trasformazione in Guscio di uno spirito di nome Cameron, che si aggira insistentemente fuori dall'abitazione; inoltre, nella sala del tè si presenta assiduamente una donna di nome Nancy, la cui figlia, Lea, è morta di malattia quando era una bambina e costretta ad attraversare la porta del terzo piano dal mietitore precedente: Nancy aveva percepito la presenza di Lea nella sala del tè e si dirige lì quasi ogni giorno nella speranza di trovarla. 
Un giorno, alla sala del tè arriva lo spirito di un giovane di nome Alan, ucciso brutalmente e lasciato a morire nell'indifferenza dei passanti. Alan nutre molta rabbia per la sua condizione e arriva a utilizzare i suoi poteri da spettro per cercare di uccidere un umano vivente che gli ricorda il suo assassino. L'episodio porta all'intervento del Direttore, una sorta di entità dall'aspetto di un cervo (o di un bambino) che supervisiona le attività di Mei e Hugo. Il Direttore obbliga Alan ad attraversare la porta del terzo piano e decide che la presenza di Wallace nella sala del tè stia scombussolando il normale lavoro dei suoi dipendenti, pertanto concede a Wallace una settimana per salutare i suoi amici, dopodiché sarà costretto ad attraversare il varco.
Wallace passa i giorni seguenti a prendere atto dell'imposizione, facendo sì, insieme agli amici, che Nancy si renda conto che Lea se n'è andata e che adesso deve andare avanti con la sua vita. Price riesce anche a stabilire un contatto con Cameron, scoprendo che si è suicidato in quanto caduto in depressione dopo la morte del suo ragazzo, e, cedendogli il proprio gancio, gli permette di tornare a essere un normale spirito, in grado di attraversare la porta del terzo piano. Allo scadere della settimana, il Direttore si presenta alla sala del tè per far rispettare gli accordi, ma Hugo, Mei e Nelson si oppongono all'idea di dire addio a Wallace e fanno notare al Direttore che, contrariamente a quanto affermato da lui in precedenza, i Gusci possono essere salvati. Il Direttore decide, per spezzare la "noia" della routine, di concedere a Wallace la possibilità di tornare in vita come mietitore, così da poter rimanere con i suoi cari nella sala del tè ad occuparsi delle anime e dei Gusci. 
Wallace e Hugo possono iniziare una relazione, mentre Nelson, riconoscendo che il nipote adesso è sereno, accetta di attraversare con Apollo la porta del quarto piano.